# شبيهات الزواحف
شبيهات الزواحف (الاسم العلمي: Reptiliomorpha) هي طائفة من الزواحف تتبع فوق طائفة رباعيات الأطراف.

## التصنيف
- السلويات
  - العظائيات
    - التمساحيات